# Gropada
Gropada (Gropàda in dialetto triestino, Gropada in sloveno) è una frazione del comune di Trieste e uno dei borghi più antichi del Carso triestino. Situato circa 6 km a est della città, si trova a 397–406 m s.l.m. e conta circa 300 abitanti.
Il piccolo abitato rurale è raggruppato intorno alla chiesetta di San Rocco, costruita forse nel Seicento, di certo anteriore al 1780, data di un suo restauro. I dintorni sono noti agli appassionati di speleologia per le varie grotte ("abissi") riconducibili non solo alla natura "carsica" del terreno ma probabilmente anche al corso sotterraneo del Timavo. A nord del paese si segnala pure la presenza di uno dei pochi stagni carsici sopravvissuti e anticamente usati per l'approvvigionamento idrico e come abbeveratoio del bestiame, oggi restaurato e di nuovo pieno di fauna.
Ogni anno, a partire dal 2008, a Gropada si svolge la gara promozionale di orienteering "Senza confine" nei boschi fra Italia e Slovenia che, oltre al significato sportivo, ha anche un alto valore simbolico nel superare la memoria di dolore e sangue che ha contrassegnato quella frontiera. Grazie al crescente numero e qualità dei partecipanti alle varie edizioni della gara, in pochi anni Gropada è diventato un centro particolarmente conosciuto per l'orienteering e il 23 giugno 2011 vi è stato inaugurato un percorso fisso per la pratica e l'avvicinamento a questo sport.

## Storia
L'archivio diplomatico del comune di Trieste conserva un documento in cui la località viene menzionata già nel 1150 come zona dove i Bonomo, antica casata nobile triestina, possedevano delle vigne. Certamente abitata nel 1278, fu prima possedimento del vescovo di Trieste e poi feudo dei conti di Gorizia.

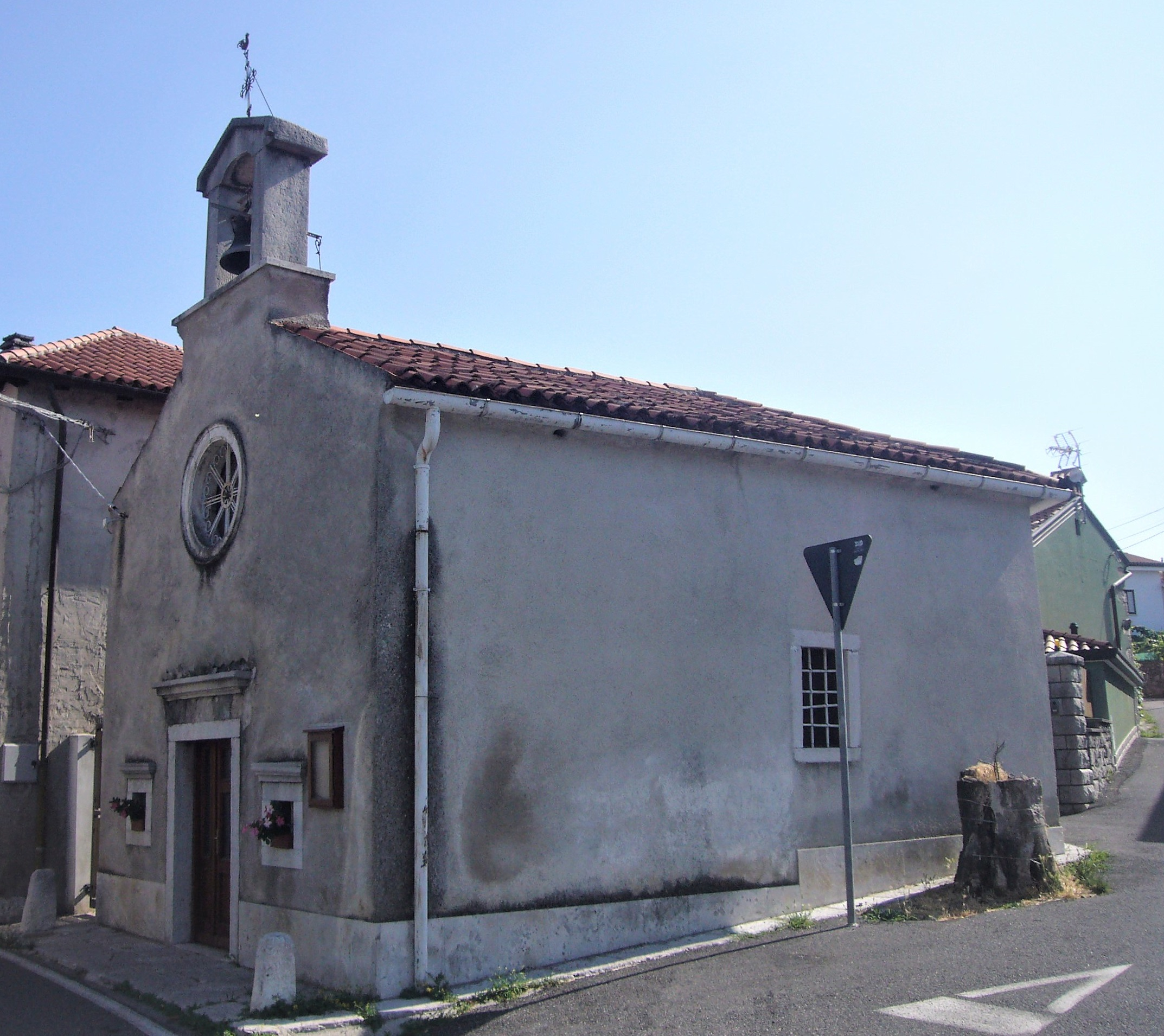
La chiesa di San Rocco

Lo storico Ireneo della Croce, nella sua Historia di Trieste del 1698, segnala Gropada fra i centri del Carso triestino abitati dai Chichi (Cicci, istrorumeni).
La popolazione crebbe lentamente da poco più di una quarantina di persone nel Quattrocento alle 112 unità del 1777, per conoscere poi un rapido incremento accompagnato dalla costruzione di nuove abitazioni nel corso dell'Ottocento fino a toccare il massimo di 445 abitanti nel 1936.
La grande maggioranza della popolazione originaria è slovena. Secondo l'ultimo censimento austriaco del 1911, la quasi totalità (99,1%) della popolazione era di madrelingua slovena. I cognomi più antichi, che si ritrovano nei documenti del XVII secolo, sono Gojča, Kalc, Milkovič, Mužina e Pečar; a questi si sono aggiunti nel XIX secolo i cognomi Brce, Grgič, Križmančič, Sosič e Vrše, spesso italianizzati sotto il regime fascista (Berzi per Brce, Goiza o Goicia per Gojča, Gregori per Grgič, Calzi per Kalc, Crismani per Križmančič, Milcovich ed Emiliani per Milkovič, Musina per Mužina, Pecchiar o Pecchiari per Pečar, Sossi per Sosič). Nell'ultimo decennio del XX secolo e nel primo del XXI vi è stato un notevole afflusso di nuovi residenti di madrelingua italiana, ad oggi gia oltre il centinaio (circa il 35%), ben integrati nella comunità.
Nel 1945, durante la breve occupazione jugoslava della Venezia Giulia, anche Gropada fu teatro dei cosiddetti massacri delle foibe. «Il 12 maggio 1945 furono fatte precipitare nel bosco di Gropada trentaquattro persone, previa svestizione e colpo di rivoltella "alla nuca"», così riporta l'Elenco foibe istriane dell'Associazione Nazionale Venezia Giulia e Dalmazia.